# 第25屆世界童軍大露營
第25屆世界童軍大露營於2023年8月1日至12日在韓國全羅北道新萬金舉行，由韓國童軍協會主辦，主題為“畫出你的夢想”。 預計約有30,000至50,000名參與者參加。
這是第二次在韓國舉辦世界童軍大露營。第17屆世界童軍大會於1991年在韓國江原道高城郡成功舉辦，吸引來自135個國家的19,093名參加者參加，主題為“多地同世界”。
2023年8月7日，受颱風卡努影響，活動主辦方世界童軍運動組織宣佈讓各國代表團提前離開營地，轉往其他地點繼續活動。

## 候選地點
波蘭童軍指導協會（ZHP）和韓國童軍協會（KSA）均發起申辦第25屆世界童軍大露營。 
韓國童軍協會提出的主題是“魷魚遊戲”，並提議在新萬金舉行聚會，並得到了全羅北道政府和韓國政府性別平等和家庭部的支持。這次盛會還將慶祝韓國童軍運動一百週年。時任韓國總統文在寅和聯合國前秘書長潘基文積極公開宣傳韓國的候選資格 。 
2017年8月16日，在阿塞拜疆巴庫舉行的第41屆世界童軍大會期間，世界童軍運動組織宣布第25屆世界童軍大露營將在韓國舉行。

## 爭議
當童軍抵達後，顯然衛生、交通、基礎建設和其他到訪童軍的基本需求將無法得到滿足。不良的規劃和執行導致了嚴重的問題，這些問題隨後因溫度高於預期而變得更加嚴重。大露營的地點原本是潮間地，開幕典禮前的大雨只是讓場地問題變得更糟。
根據SBS新聞，負責籌備節慶的性別平等和家庭部收到了大約2000億韓元（約新台幣47億元、美金1.5億元)的預算，其中包括了建設成本。活動現場沒有適當的排水設施，因此開幕典禮前場地就遭遇了淹水。
當異常的大雨造成部分場地淹水，並導致水電供應問題時，大露營的開始被延後。
食物短缺和衛生問題，包括食物不足和設施未受管理也被提出。基本的基礎設施，例如運作的淋浴設施、廁所和垃圾桶，主辦方未能充分提供以滿足43,000名童軍的需求。
大露營還受到了热浪影響，氣溫高達35°C。8月4日，有1,486人前往現場醫院，組織委員會秘書長崔昌行將其歸因於開幕典禮的K-pop音樂會期間的高能量消耗。
總統尹锡悦指示政府提供有空調的巴士和冷藏卡車，以保護受高溫影響的參與者。
“K-Pop Super Live”音樂會原定於8月6日在新萬金的露天體育場舉行，後改為8月11日在全州世界盃競技場舉行，然後又移至首爾世界盃競技場。

### 各國代表團回應
8月4日，英國童軍共4500名參與者開始在接下來的2天內將所有童軍從活動中撤離，改住在首爾的酒店。
美國童軍團共1100名參與者也決定退出大露營，並在8月6日將其童軍撤至位於平澤市的駐韓美軍漢弗萊營。
8月7日，代表台灣共1613名的中華民國童軍也因惡劣的環境和安全顧慮而撤出活動。
新加坡的童軍隊伍也在8月7日撤出。
由於預測卡努颱風將影響活動地點，世界童軍運動組織於8月7日要求南韓政府提前結束大露營，並讓所有參與者離開現場。所有與會者被重新安置到首爾或京畿道的酒店或住宿設施，或隊伍自行決定的安置地點。韩国著名媒体《韩民族新闻》评论称：“世界童军大露营黯然失色，已经沦落为不完整的活动。”

## K-POP演唱會
「K-POP SUPER LIVE」原定於2023年8月6日舉辦的演唱會（KBS 2TV），因天氣炎熱與安全問題，延期至11日，並移至全州世界盃體育場舉辦。演唱會因為颱風卡努又再次將地點移至首爾世界盃競技場舉辦。

### 出席名單[31]
主持人：孔明、Yuna（ITZY）、Hyein（NewJeans）
- MAMAMOO
- NCT DREAM
- THE BOYZ
- ITZY
- NewJeans
- ShownuX亨元
- KARD
- fromis_9
- HolyBang
- 權恩妃
- 曹柔理
- 姜丹尼爾
- P1Harmony
- THE NEW SIX
- ATBO
- xikers
- Libelante
- ZEROBASEONE
- IVE[32]

### 因延期取消出席之藝人
- Aiki
- &TEAM
- 李彩演
- NATURE
- NMIXX
- STAYC
- VERIVERY

## 參與國家或地區

### 亞洲
- 亞美尼亞
- 不丹
- 柬埔寨
- 香港
- 印度
- 印度尼西亞
- 以色列
- 约旦
- 日本
- （主辦國）
- 科威特
- 黎巴嫩
- 澳門
- 马来西亚
- 馬爾地夫
- 蒙古国
- 尼泊尔
- 阿曼
- 巴基斯坦
- 巴勒斯坦
- 菲律賓
- 沙烏地阿拉伯
- 新加坡
- 斯里蘭卡
- 泰國
- 东帝汶
- 中華民國[註 1]
- 阿联酋
- 越南

### 歐洲
- 奥地利
- 白俄羅斯
- 比利时
- 保加利亚
- 賽普勒斯
- 捷克
- 丹麦
- 爱沙尼亚
- 芬兰
- 法國
- 德国
- 希腊
- 匈牙利
- 冰島
- 爱尔兰
- 義大利
- 拉脫維亞
- 列支敦斯登
- 立陶宛
- 盧森堡
- 馬爾他
- 摩尔多瓦
- 蒙特內哥羅
- 荷蘭
- 北馬其頓
- 挪威
- 摩納哥
- 波蘭
- 葡萄牙
- 羅馬尼亞
- 圣马力诺
- 塞爾維亞
- 斯洛伐克
- 斯洛維尼亞
- 西班牙
- 瑞士
- 乌克兰
- 英国（最大童軍團隊）

### 非洲
- 阿尔及利亚
- 安哥拉
- 布吉納法索
- 喀麦隆
- 刚果共和国
- 刚果民主共和国
- 埃及
- 衣索比亞
- 加彭
- 賴索托
- 利比里亚
- 利比亞
- 马拉维
- 毛里塔尼亚
- 模里西斯
- 摩洛哥
- 莫桑比克
- 纳米比亚
- 尼日尔
- 奈及利亞
- 聖多美和普林西比
- 南非
- 坦桑尼亚
- 多哥
- 突尼西亞
- 乌干达
- 卢旺达
- 塞内加尔
- 塞舌尔
- 尚比亞
- 辛巴威

### 大洋洲
- 斐济
- 新西兰

### 北美洲
- 安地卡及巴布達
- 加拿大
- 多米尼克
- 薩爾瓦多
- 海地
- 牙买加
- 墨西哥
- 尼加拉瓜
- 巴拿马
- 千里達及托巴哥
- 美国

### 南美洲
- 阿根廷
- 阿鲁巴
- 玻利维亚
- 巴西
- 哥伦比亚
- 智利
- 巴拉圭
- 秘魯
- 苏里南
- 乌拉圭
- 委內瑞拉

## 外部鏈接
- 官方网站
- WOSM's World Scout Jamboree
- ZHP bid website
- Google Play商店中的第25屆世界童軍大露營